# Uzbekistán en los Juegos Olímpicos de la Juventud 2018
Uzbekistán participó en los Juegos Olímpicos de la Juventud 2018 en Buenos Aires, Argentina, celebrados entre el 6 y el 18 de octubre de 2018. La delegación estuvo conformada por 43 atletas en 14 deportes. Obtuvo tres medallas de oro, cuatro de plata y cinco de bronce.

## Medallero
| Medalla | Oro | Plata | Bronce | Total |
| ------- | --- | ----- | ------ | ----- |
| Total   | 4   | 4     | 6      | 14    |

## Canotaje
Uzbekistán clasificó tres botes en esta disciplina.
- C1 masuclino - 1 bote
- K1 masculino - 1 bote
- C1 femenino - 1 bote

## Ecuestre
Uzbekistán clasificó a un atleta en esta disciplina.
- Salto individual - 1 atleta

## Gimnasia

### Acrobática
Uzbekistán clasificó a dos atletas en esta disciplina.
- Equipo mixto - 1 equipo de 2 atletas

### Artística
Uzbekistán clasificó a dos atletas en esta disciplina.
- Individual masculino - 1 plaza
- Individual femenino - 1 plaza

### Rítmica
Uzbekistán clasificó una gimnasta en esta disciplina.
- Individual femenino - 1 plaza

### Trampolín
Uzbekistán clasificó a un gimnasta en esta disciplina.
- Individual masculino - 1 plaza

## Karate
Uzbekistán clasificó a una atleta en esta disciplina.
- -53kg femenino - Dildora Alikulova

## Remo
Uzbekistán clasificó a tres atletas en esta disciplina.
- Masculino – 2 atletas
- Femenino - 1 atleta

## Levantamiento de pesas
Uzbekistán clasificó a tres atletas en esta disciplina.
- Eventos masculinos - 1 plaza
- Eventos femeninos - 2 plazas